# عاطف الفراية
عاطف علي محمد الفرّاية (1964 - 18 يوليو 2013) شاعر وكاتب مسرحي أردني. ولد في الكرك. مجاز في الأدب العربي من جامعة بيروت العربية عام 1992. عمل موظفًا وممرّضاً، ومسعفاً ومحرراً، ومدققاً لغوياً. هاجر إلى الإمارات وسكن بها حتى وفاته. له دواوين شعرية مطبوعة ومسرحيات. 

## سيرته
ولد عاطف علي محمد الفرّاية سنة 1964 م/ 1383 هـ في الكرك بجنوب الأردن ونشأ بها. حصل على شهادة الثانوية العامة من مدرسة حسن البرقاوي الثانوية سنة 1982، وعلى شهادة الليسانس في الأدب العربي من جامعة بيروت العربية عام 1992.

عمل ممرّضاً، ومسعفاً، ورجلَ إطفاء، ومحرراً، ومدققاً لغوياً. كان عضواً في رابطة الكتاب الأردنيين، وفي اتحاد كتّاب الإمارات، وفي مسرح الشارقة الوطني.

توفي يوم 18 يوليو 2013/ 11 رمضان 1434 في الشارقة بالإمارات إثر نوبة قلبية ودفن في بلدة الجديدة في محافظة الكرك جنوب الأردن.

وفي أكتوبر 2018 أعلنت رابطة الكتّاب الأردنيين، إطلاق جائزة عاطف الفراية للأدب المسرحي وقيمتها 800 دينار لأفضل عمل مسرحي منشور للأعوام 2015-2018. 

## حياته الشخصية
تزوج في 1992 من أمل المشايخ من مواليد 1964 وعاشا في عمّان ثم في الكرك، ثم الإمارات، الشارقة، في ما بعد لـ21 سنة. 

## جوائزه
- 2000: جائزة الشارقة للإبداع العربي من دائرة الثقافة والإعلام بالشارقة عن مسرحيته كوكب الوهم.
- 2002: جائزة جمعية المسرحيين بالإمارات للتأليف المسرحي عن مسرحيته أشباه وطاولة.
- 2007: جائزة ناجي نعمان العالمية من دار ناجي نعمان للثقافة ببيروت.
- 2013: الجائزة الأولى في المسابقة الدولية لنصوص المونودراما، النسخة العربية، التي تنظمها هيئة الفجيرة للثقافة والإعلام عن نصه البحث عن عزيزة سليمان. [10]

## مؤلفاته
من دواوينه الشعرية:
- حنجرة غير مستعارة، 1993
- حالات الراعي، 2009.
- أنثى الفواكه الغامضة، 2013

من مسرحياته :
- كوكب الوهم، 2000
- السقف، ثلاث مسرحيات، 2007
- عندما بكت الجِمال، 2009